# Pablo Albano
Pablo Albano (Buenos Aires, 11 aprile 1967) è un ex tennista argentino.
Ha ottenuto i suoi migliori risultati in doppio, raggiungendo due semifinali al Roland Garros (1992 e 1999) e arrivando al numero 25 ATP.

## Carriera
Ottenne il suo best ranking in singolare il 6 agosto 1990 con la 192ª posizione mentre nel doppio, il 9 giugno 1997, divenne il 25º del ranking ATP.
Specialista del doppio, in carriera ha vinto nove tornei del circuito ATP. Il suo primo torneo vinto in carriera è stato il Geneva Open nel 1990; in quell'occasione, in coppia con lo svedese David Engel, superò in finale l'australiano Neil Borwick e il neozelandese David Lewis con il punteggio di 6-3, 7-6. In altre nove occasioni ha conquistato l'accesso alle finali uscendone però sconfitto.
Il suo miglior risultato nei tornei del grande slam è rappresentato dalla semifinale raggiunta nel 1992 e nel 1999 all'Open di Francia.
Ha fatto parte della squadra argentina di Coppa Davis dal 1993 al 1997 con un bilancio di tre vittorie e due sconfitte sempre in doppio.

Dopo aver terminato la carriera nel 2001, torna in campo in doppio a 45 anni al Brasil Open di San Paolo con Eduardo Russi, perdendo in due set al primo turno.
Dopo un anno e mezzo di pausa partecipa ad un torneo ITF in Brasile nell'ottobre 2013 insieme al brasiliano Fernando Romboli. La coppia conquista il torneo sconfiggendo in finale Wilson Leite e Victor Maynard 4-6, 6-1, [10-8]. È stato l'ultimo torneo professionistico giocato da Albano, all'età di 46 anni.

## Statistiche

### Doppio

#### Vittorie (9)
| Legenda                                                      |
| Grande Slam (0)                                              |
| ATP Tour World Championships / Tennis Masters Cup (0)        |
| ATP Super 9 / Tennis Masters Series (0)                      |
| ATP Championships Series / ATP International Series Gold (2) |
| ATP World Series / ATP International Series (7)              |

| N. | Data              | Torneo                                       | Superficie    | Compagno         | Avversari in finale              | Punteggio        |
| 1. | 10 settembre 1990 | Geneva Open, Ginevra                         | Terra rossa   | David Engel      | Neil Borwick David Lewis         | 6-3, 7-6         |
| 2. | 13 settembre 1993 | Bordeaux Open, Bordeaux                      | Cemento       | Javier Frana     | David Adams Andrej Ol'chovskij   | 7-6, 4-6, 6-3    |
| 3. | 5 agosto 1996     | Internazionali di San Marino, San Marino     | Terra rossa   | Lucas Arnold Ker | Mariano Hood Sebastián Prieto    | 6-1, 6-3         |
| 4. | 12 agosto 1996    | Croatia Open Umag, Umago                     | Terra rossa   | Luis Lobo        | Ģirts Dzelde Udo Plamberger      | 6-4, 6-1         |
| 5. | 24 febbraio 1997  | Milan Indoor, Milano                         | Sintetico (i) | Peter Nyborg     | David Adams Andrej Ol'chovskij   | 6-4, 7-6         |
| 6. | 28 aprile 1997    | Internazionali di Baviera, Monaco di Baviera | Terra rossa   | Àlex Corretja    | Karsten Braasch Jens Knippschild | 3-6, 7-5, 6-2    |
| 7. | 28 settembre 1998 | Majorca Open, Maiorca                        | Terra rossa   | Daniel Orsanic   | Jiří Novák David Rikl            | 7-6, 6-3         |
| 8. | 6 marzo 2000      | Colombia Open, Bogotà                        | Terra rossa   | Lucas Arnold Ker | Joan Balcells Mauricio Hadad     | 7–6(4), 1-6, 6-2 |
| 9. | 24 luglio 2000    | Austrian Open, Kitzbühel                     | Terra rossa   | Cyril Suk        | Joshua Eagle Andrew Florent      | 6-3, 3-6, 6-3    |

#### Finali perse (9)
| N. | Data              | Torneo                                        | Superficie  | Compagno            | Avversari in finale                | Punteggio         |
| 1. | 21 agosto 1989    | Internazionali di San Marino, San Marino      | Terra rossa | Gustavo Luza        | Simone Colombo Claudio Mezzadri    | 4-6, 1-6          |
| 2. | 1º novembre 1993  | ATP San Paolo, San Paolo                      | Terra rossa | Javier Frana        | Sergio Casal Emilio Sánchez        | 6-4, 6-7, 4-6     |
| 3. | 7 agosto 1995     | Internazionali di San Marino, San Marino      | Terra rossa | Federico Mordegan   | Jordi Arrese Andrew Kratzmann      | 6-7, 6-3, 2-6     |
| 4. | 30 settembre 1996 | Marbella Open, Marbella                       | Terra rossa | Lucas Arnold Ker    | Andrew Kratzmann Jack Waite        | 3-6, 6-3, 4-6     |
| 5. | 14 aprile 1997    | Torneo Godó, Barcellona                       | Terra rossa | Àlex Corretja       | Alberto Berasategui Jordi Burillo  | 6-7, 6-7          |
| 6. | 9 ottobre 1998    | Campionati Internazionali di Sicilia, Palermo | Terra rossa | Daniel Orsanic      | Francisco Montana Donald Johnson   | 4-6, 6-7          |
| 7. | 25 settembre 2000 | Campionati Internazionali di Sicilia, Palermo | Terra rossa | Marc-Kevin Goellner | Tomás Carbonell Martín García      | Walkover          |
| 8. | 9 aprile 2001     | Grand Prix Hassan II, Casablanca              | Terra rossa | David Macpherson    | Michael Hill Jeff Tarango          | 6(2)–7, 3-6       |
| 9. | 10 settembre 2001 | Romanian Open, Bucarest                       | Terra rossa | Marc-Kevin Goellner | Aleksandar Kitinov Johan Landsberg | 4-6, 7–6(5), 6-10 |

### Tornei minori

#### Doppio

##### Vittorie
| Legenda tornei minori |
| Challenger (19)       |
| Futures (1)           |

| N.  | Data              | Torneo                                      | Superficie      | Compagno           | Avversari in finale                   | Punteggio        |
| 1.  | 21 marzo 1988     | Aberto de São Paulo, San Paolo              | Terra rossa (i) | Dácio Campos       | Gustavo Luza Alberto Mancini          | 7-5, 6-4         |
| 2.  | 16 aprile 1990    | Mexico City Challenger, Città del Messico   | Terra rossa     | Ville Jansson      | Nduka Odizor Bryan Shelton            | 7-6, 4-6, 7-5    |
| 3.  | 15 aprile 1991    | Mexico City Challenger, Città del Messico   | Terra rossa     | Ricardo Acioly     | Francisco Montana Leif Shiras         | 6-3, 6-3         |
| 4.  | 5 agosto 1991     | Aberto de São Paulo, San Paolo              | Terra rossa     | Luis Lobo          | Ricardo Camargo José Daher            | 7-5, 7-6         |
| 5.  | 17 agosto 1992    | Aberto de São Paulo, San Paolo              | Terra rossa     | Cássio Motta       | João Cunha e Silva Nicolás Pereira    | Walkover         |
| 6.  | 12 ottobre 1992   | Buenos Aires Challenger, Buenos Aires       | Terra rossa     | Javier Frana       | Horacio de la Peña Gabriel Markus     | 2-6, 6-3, 6-4    |
| 7.  | 4 aprile 1994     | Puerto Vallarta Challenger, Puerto Vallarta | Cemento (i)     | Nicolás Pereira    | Paul Kilderry Simon Youl              | 6-4, 3-6, 7-6    |
| 8.  | 26 settembre 1994 | Recife Challenger, Recife                   | Cemento         | Patricio Arnold    | Felipe Rivera Cristiano Testa         | 7-6, 7-6         |
| 9.  | 3 ottobre 1994    | Ribeirão Preto Challenger, Ribeirão Preto   | Terra rossa     | Patricio Arnold    | Otavio Della Marcelo Saliola          | 6-7, 6-2, 6-2    |
| 10. | 22 maggio 1995    | Budapest Challenger, Budapest               | Terra rossa     | Hendrik Jan Davids | Rikard Bergh Matt Lucena              | 6-4, 6-4         |
| 11. | 10 luglio 1995    | Ulm Challenger, Ulma                        | Terra rossa     | Tom Kempers        | Karim Alami Gábor Köves               | 6-7, 6-4, 6-4    |
| 12. | 14 agosto 1995    | S Tennis Masters Challenger, Graz           | Terra rossa     | Vojtěch Flégl      | Emilio Benfele Álvarez Jose Imaz-Ruiz | 6-4, 6-3         |
| 13. | 6 maggio 1996     | Ljubljana Challenger, Lubiana               | Terra rossa     | Lucas Arnold Ker   | Rikard Bergh Shelby Cannon            | 6-1, 3-6, 6-1    |
| 14. | 19 agosto 1996    | S Tennis Masters Challenger, Graz           | Terra rossa     | László Markovits   | Cristian Brandi Filippo Messori       | 6-4, 6-1         |
| 15. | 11 maggio 1998    | Dresden Challenger, Dresda                  | Terra rossa     | Sander Groen       | Jamie Holmes Andrew Painter           | 6-4, 6-3         |
| 16. | 13 luglio 1998    | Merano Challenger, Merano                   | Terra rossa     | Nicolás Lapentti   | Giorgio Galimberti Massimo Valeri     | 6-1, 6-1         |
| 17. | 18 ottobre 1999   | Lima Challenger, Lima                       | Terra rossa     | Martín García      | Mariano Hood Sebastián Prieto         | 7–6(3), 3-6, 6-3 |
| 18. | 8 novembre 1999   | Montevideo Challenger, Montevideo           | Terra rossa     | Martín García      | Diego del Río Daniel Orsanic          | 6-2, 6-3         |
| 19. | 20 novembre 2000  | ATP Buenos Aires, Buenos Aires              | Terra rossa     | Lucas Arnold Ker   | Sergio Roitman Andrés Schneiter       | 6-3, 4-6, 6-2    |
| 20. | ottobre 2013      | Brazil F13, Brasile                         | Cemento         | Fernando Romboli   | Wilson Leite Victor Maynard           | 4-6, 6-1, [10-8] |